# リンデン・ラボ
リンデンリサーチ (Linden Research、リンデン・ラボ<Linden Lab>) は、アメリカ合衆国のカリフォルニア州・サンフランシスコに本社を置く企業である。インターネット上で利用可能なメタバースである Second Life（セカンドライフ）を開発・運営している。

## 概要
リアルネットワークス社の元CTOであるフィリップ・ローズデール (Philip Rosedale) がCEOとして1999年に設立した。仮想現実を体験するための携帯用ハードウェア "The Rig" を当初開発していたが、その技術を援用し複数ユーザが同時に参加可能な仮想空間を実現するソフトウェア "Linden World" にやがて会社の軸足が移った。"Linden World" は開発の過程で "Second Life" に改名され、現在に至っている。
従業員数は、2007年2月5日の時点で28名の技術者を含む140名、2009年11月4日の時点でアメリカ合衆国・ヨーロッパ・アジアにわたる300名、としている。

### 歴史
- 1999年、設立
- 2003年6月、Second Lifeをリリース
- 2007年、Windword mark interactive社よりWindLightおよびNimbleを買収
- 2008年5月15日、マーク・キングドン (Mark Kingdon) が新しく CEO に就任した[3]。フィリップ・ローズデールは会長職に留まり開発と戦略にあたる。
- 2010年6月9日、今後 Second Life の動作プラットフォームの拡充を図り、ユーザサポート体制を見直すなどの長期的な戦略計画を発表し、従業員の3割を解雇した[4]。
- 2010年6月24日、キングドンは CEO を退任し、ローズデールが臨時 CEO として復帰した[5]。
- 2017年、Sansarオープンベータ版公開
- 2020年3月24日、Linden LabのSansarはWookey Project Corpに売却。
- 2020年7月9日、Linden Labがランディウォーターフィールドとブラッドオーバーウェイガーが率いる投資グループに会社ごと売却する契約をしたことを発表。

## サービス

### 現行サービス
- Second Life
- Tilia Pay - 子会社Tiliaによる資金決算サービス

### かつて運営していたサービス
- Blocksworld -　ipad、iphone用サンドボックスゲーム。2020年6月17日に終了
- Sansar